# Diogo Monteiro
Diogo Pinheiro Monteiro (Ginebra, Suiza, 28 de enero de 2005) es un futbolista portugués que juega de defensa en el Leeds United F. C. de la English Football Championship.

## Trayectoria
El 15 de junio de 2020 firmó su primer contrato profesional con el Servette F. C.. Debutó como profesional con el Servette el 6 de marzo de 2021 en la Superliga de Suiza. Con 16 años, un mes y nueve días, fue el tercer futbolista más joven en debutar en la Superliga de Suiza, y el defensa más joven en hacerlo.

## Selección nacional
Con la selección nacional tiene más de 30 convocatorias (sub-15, sub-16, sub-17 y sub-18). Hasta ahora ha sido el capitán de la generación de 2005 y fue un jugador crucial en la gran campaña que esta generación realizó en la Eurocopa de 2021, en Israel. Portugal alcanzó las semifinales y él fue el único jugador portugués que disputó todos los minutos del torneo.

## Estadísticas

### Clubes
Actualizado al último partido disputado el 9 de noviembre de 2022.
| Club                          | Div.          | Temporada     | Liga  | Liga  | Copas nacionales | Copas nacionales | Copas internacionales | Copas internacionales | Total | Total |
| Club                          | Div.          | Temporada     | Part. | Goles | Part.            | Goles            | Part.                 | Goles                 | Part. | Goles |
| ----------------------------- | ------------- | ------------- | ----- | ----- | ---------------- | ---------------- | --------------------- | --------------------- | ----- | ----- |
| Servette F. C. · Suiza        | 1.ª           | 2020-21       | 1     | 0     | 0                | 0                | —                     | —                     | 1     | 0     |
| Servette F. C. · Suiza        | 1.ª           | 2022-23       | 3     | 0     | 3                | 0                | —                     | —                     | 6     | 0     |
| Servette F. C. · Suiza        | Total club    | Total club    | 4     | 0     | 3                | 0                | 0                     | 0                     | 7     | 0     |
| Leeds United F. C. Inglaterra | 1.ª           | 2022-23       | 0     | 0     | —                | —                | —                     | —                     | 0     | 0     |
| Leeds United F. C. Inglaterra | Total club    | Total club    | 0     | 0     | 0                | 0                | 0                     | 0                     | 0     | 0     |
| Total carrera                 | Total carrera | Total carrera | 4     | 0     | 3                | 0                | 0                     | 0                     | 7     | 0     |